# Ян, Ромина
Роми́на Янкеле́вич (исп. Romina Yankelevich; 5 сентября 1974, Буэнос-Айрес, Аргентина — 28 сентября 2010, Сан-Исидро, Буэнос-Айрес, Аргентина), более известная как Роми́на Ян (исп. Romina Yan) — аргентинская актриса, сценарист, певица и танцовщица.

## Биография
Ромина Янкелевич родилась 5 сентября 1974 года в Буэнос-Айресе (Аргентина) в семье продюсера Густаво Янкелевича (род. 1949) и актрисы и сценаристки Крис Морены (род. 1956), которые развелись в 1995 году. У Ромины был младший брат — Томас Янкелевич (род. 1977), режиссёр, сценарист и продюсер.
Ромина начала сниматься в кино в начале 1990-х годов, и до момента своей смерти в 2010 году снялась в 12-ти фильмах и сериалах. В 2005 году Янкелевич начала карьеру сценариста.
Помимо кинематографической деятельности Ромина также была певицей и танцовщицей.
В 1998—2010 годах (до момента смерти) Ромина была замужем за продюсером Дарио Джордано, от которого родила трёх сыновей — Франко Джордано (род. 2000), Валентина Джордано (род. 2002) и Азула Джордано (род. 2006).
Умерла 28 сентября 2010 года от сердечного приступа в Сан-Исидро (пригород Буэнос-Айреса, Аргентина) вскоре после своего 36-летия. В декабре 2011 года в больнице Сан-Карлос-де-Боливар был открыт педиатрический комплекс имени актрисы.